# Aylamodellen
Aylamodellen är en metod för undervisning inom samhällskunskap och historia i skolan. Den utvecklades i början av 1980-talet av några lärarstudenter som en reaktion mot den upplevda fragmentiseringen av kunskap som de mött hos elever i skolan. De sökte en undervisning som kunde hjälpa eleverna att få struktur på det informationsflöde de utsattes för, en struktur som skulle bidra till att informationen omvandlades till kunskap. Samband, mönster och förstå var ledord. 
Förenklat skulle modellen kunna beskrivas som att eleverna samlar på sig pusselbitar för att därefter ägna sig åt själva pusslandet. Som stöd för detta pusslande utarbetar lärarna tillsammans med eleverna en modell, som skall kunna omfatta allt väsentligt utan att behöva utvecklas till ett oöverskådligt schema.
Utgångspunkten är människans grundläggande behov. En inledning kan vara:
"Tänk dig att du är ensam ute i skogen. Vad behöver du?" Exempel hämtas bland annat från Jean Auels "Grottbjörnens folk" där huvudpersonen heter Ayla, därav namnet på modellen. Eleverna kommer med förslag som mat, eld, bostad, redskap och sällskap. När man är fler måste man komma överens om spelregler för hur man skall leva tillsammans, man måste organisera  - kanske ha någon form av ledarskap. Eleverna försätts i tänkta situationer där de förstår att alla svar inte finns och tron på något introduceras.  
Elevernas förslag grupperas och efterhand kan man skönja olika strukturer i ett samhälle: ekonomiskt liv, socialt liv, politiskt liv och tankeliv. I mitten står människan och inramningen utgörs av naturen, begränsningen och förutsättningen för människans liv. Eleverna har bidragit till att konstruera en teoretisk modell som kan fungera såväl över tid som var som helst på jorden. 
Denna av eleverna konstruerade modell kan fortsättningsvis användas inom de flesta områden som studeras. Det kan röra sin om såväl de första civilisationerna, flodkulturerna, industrialismen som för att förstå mellankrigstiden. Även vid undervisning av enstaka centrala begrepp är modellen tillämpbar. 
Ju fler "pussel" eleverna lägger, desto större blir möjligheten att de upptäcker allt mer av generella mönster. De ges möjligheten att se sig själva i förhållande till sin omvärld i tid och rum.